# Марко Маринковић (редитељ)
Марко Маринковић (Београд, 1964) је српски редитељ, рођен у Београду. Режирао је многобројне филмове и серије.
Рану редитељску каријеру Марко је имао са само 24 година у филму Тесна кожа 3, где је био помоћник редитеља Александру Ђорђевићу. Осим редитељства опробао се и као глумац у епизодној улози у серији Дангубе, где је глумио редитеља.

## Филмографија
- Проклета је Америка (1991)
- Источно од истока (1990) - заједно са Алешом Куртом
- Колибаш (1996)
- Она воли Звезду (2001)
- Кућа среће (2003)
- Црни Груја и камен мудрости (2007)
- Мој рођак са села (2011)
- Доба Дунђерских (2014)
- Немањићи — рађање краљевине (2017)